# Olabisi Afolabi
Olabisi ("Bisi") Afolabi (Ilorin, 31 de outubro de 1975) é uma antiga atleta nigeriana, que se especializou em corridas de 400 metros. Fez parte da equipa nigeriana que ganhou a medalha de prata na final da estafeta 4 x 400 metros dos Jogos Olímpicos de 1996 em Atlanta.
Foi campeã mundial júnior no ano de 1994, aquando dos Campeonatos Mundiais de Lisboa.